# Incendie d'un bâtiment résidentiel à Ürümqi en 2022
Un incendie dans un bâtiment résidentiel à Ürümqi, dans la région autonome du Xinjiang, en Chine, s'est produit le soir du 24 novembre 2022, tuant au moins 10 personnes,,.

## Chronologie
Le 24 novembre 2022, un incendie s'est déclaré à partir d'une multiprise dans une chambre au 15e étage d'un immeuble. L'incendie s'est développé aux 16e et 17e étages. L'incendie a mis trois heures avant d'être éteint, faisant 10 morts et neuf blessés selon les autorités,.

## Réactions
Les internautes chinois ont rapidement réagi sur les réseaux sociaux, se demandant si l'application stricte par la Chine de la politique zéro-Covid a bloqué les résidents dans le bâtiment, les laissant mourir.
Après l'incendie, des veillées et des manifestations ont eu lieu à Shanghai, Nanjing et Pékin critiquant la politique zéro Covid du gouvernement chinois, certains manifestants appelant Xi Jinping à démissionner.